# Amedeo Crippa
Amedeo Crippa (Milano, 1º marzo 1949) è un dirigente sportivo, allenatore di calcio ed ex calciatore italiano, di ruolo difensore.

## Caratteristiche tecniche
Giocava come terzino.

## Carriera

### Giocatore
Nella stagione 1969-1970 ha giocato 4 partite in Serie C con il Sottomarina, in prestito dall'Inter, club in cui aveva precedentemente giocato a livello giovanile.
Arriva al Siracusa (inizialmente sempre in prestito dall'Inter, e successivamente a titolo definitivo) per giocare in Serie D, categoria in cui nella stagione 1970-1971 la squadra azzurra ottiene il primo posto in classifica al termine del doppio spareggio contro il Cantieri Navali Palermo deciso al Collana di Napoli dal lancio della monetina. Rimane nella squadra anche nel successivo campionato di Serie C, nel quale si piazza al quindicesimo posto in classifica nel girone C. Rimane a Siracusa per altri sei campionati consecutivi di terza serie, chiusi con altrettante salvezze e piazzamenti in classifica compresi tra il quinto posto nella stagione 1974-1975 ed il quindicesimo nella stagione 1977-1978, che comporta il declassamento della formazione azzurra nel nascente campionato di Serie C2, nel quale Crippa viene riconfermato. La stagione 1978-1979 si chiude con il secondo posto in classifica e la promozione in Serie C1; la squadra vince inoltre per la prima volta nella sua storia la Coppa Italia Semiprofessionisti (diventando così anche il primo club della neonata Serie C2 a riuscire in tale impresa) grazie al successo del 17 giugno 1979 contro la Biellese per 1-0, con una rete in zona Cesarini di Walter Ballarin. Dopo il settimo posto in classifica nel primo campionato di Serie C1 1979-1980, la stagione successiva del Siracusa si chiude con il diciassettesimo posto in classifica nel girone C e di conseguenza con la retrocessione in C2, categoria nella quale Crippa continua a giocare fino a fine carriera sempre con la maglia del Siracusa, unica squadra con cui ha giocato in carriera a livello professionistico e della quale è stato per la maggior parte della sua permanenza anche capitano.
Con le sue 462 partite ufficiali giocate (393 in campionato, 66 in Coppa Italia di Serie C e 3 nella Coppa Anglo-Italiana 1976), è anche il giocatore che detiene il record di presenze del club siciliano.

### Allenatore
Nella stagione 1984-1985 inizia la sua prima esperienza di allenatore sempre in Sicilia, precisamente nel Paternò, con cui ha conquistato un tredicesimo posto in classifica nel Campionato Interregionale.

### Dirigente sportivo
Dopo il ritiro rimane a vivere a Siracusa, ricoprendo tra l'altro per molti anni (dal ritiro fino al termine della stagione 1994-1995 e poi nuovamente dal 2004 al 2012) il ruolo di dirigente accompagnatore della prima squadra azzurra. Nei primi anni duemila ha allenato nell'AS Siracusa 1924, società di puro settore giovanile che, fondata dal compianto ed ex azzurro Ercole Giudice, era soltanto omonima e non prosecutrice dello storico Siracusa. 
Nella stagione 2015-2016 ricopre il ruolo di direttore sportivo all'ASD ERG Siracusa, ambiziosa società calcistica dell'omonimo gruppo industriale, ottenendo da subito la promozione al campionato di Prima Categoria; nelle stagioni seguenti rimane nel club con incarichi dirigenziali nel settore giovanile.

## Palmarès

### Giocatore

#### Competizioni nazionali
- Coppa Italia Semiprofessionisti: 1

Siracusa: 1978-1979

#### Competizioni interregionali
- Campionato italiano Serie D: 1

Siracusa: 1970-1971 (girone I)

#### Competizioni giovanili
- Campionato Primavera: 1

Inter: 1968-1969